# 布鲁费 (法马利康新镇)
布鲁费是葡萄牙布拉加区的一个堂区。总面积2.51平方公里，总人口2288人，人口密度911.6人/平方公里。